# Ланг, Карл (метеоролог)
Карл Ланг (нем. Carl Lang; 1849—1893) — немецкий метеоролог и педагог; член Леопольдины (1888).

## Биография
Карл Ланг родился 10 октября 1849 года в Регенсбурге (Бавария). Получив образование в средней школе, продолжил обучение в Мюнхенском университете имени Людвига Максимилиана.
Из-за острой нехватки учителей в связи с франко-прусской войной довольно рано начал педагогическую деятельность, став учителем в городе Вайден-ин-дер-Оберпфальц.
Практически с самого основания в 1878 году баварской центральной метеорологической станции принимал активное участие в её работе и становлении, а с 1885 по 1893 год занимал должность директора. Ему баварская сеть обязана своей превосходной организацией, при очень незначительных денежных затратах.
С 1886 года в Баварии начались правильные наблюдения над высотой снега, и в этом отношении баварская сеть опередила все другие. Другая важная заслуга Ланга и баварской сети — исследование гроз. Сеть грозовых станций распространилась на Вюртемберг, затем Баден, наконец, Эльзас-Лотарингию. Обработка грозовых наблюдений в южной Германии баварской центральной станцией указала на многие любопытные явления и позволила проверить теорию о связи гроз с солнечными пятнами.
Другие труды Ланга преимущественно также касались метеорологических явлений и чаще всего опирались на данные, собранные на возглавляемой им станции.